# Olga Iwanowna Melnik
Olga Iwanowna Melnik (russ.: Ольга Ивановна Мельник; * 12. Mai 1974 in Sowetski) ist eine frühere russische Biathletin.
Olga Melnik lebt in Tjumen und studierte an der Polizeihochschule. Die Athletin, die für Dynamo Tjumen aktiv war, begann 1988 mit dem Biathlon. Ihr Biathlon-Weltcup-Debüt feierte sie 1995 bei einem Einzel in Oberhof, das sie als Sechste beendete und damit sofort eine erste Top-Ten-Platzierung erreichte. Zum Auftakt der Saison 1995/96 lief sie bei einem Sprint in Östersund als Zweitplatzierte hinter Swetlana Paramygina auf den zweiten Rang und damit erstmals auf das Podest. In der Gesamtwertung der Saison wurde sie Neunte. In Ruhpolding nahm Melnik 1996 erstmals an Biathlon-Weltmeisterschaften teil. Im Einzel musste sie sich nur der Französin Emmanuelle Claret geschlagen geben. Mit der Staffel verpasste sie als Fünfte eine Medaille. Sehr erfolgreich verlief die Weltcup-Saison 1996/97. In Östersund und am Holmenkollen in Oslo gewann sie mit der russischen Staffel, in Ruhpolding mit der Mannschaft und in Östersund zudem im Sprint ihr einziges Einzelrennen. Die Biathlon-Weltmeisterschaften 1997 in Osrblie brachten einen sechsten Platz im Sprint, Rang fünf in der Verfolgung und 22 im Einzel. Mit Galina Kuklewa, Nadeschda Talanowa und Olga Romasko gewann Melnik im Staffelrennen die Bronzemedaille, mit Anna Wolkowa, Talanowa und Romasko Silber im Mannschaftswettkampf. Letztes Großereignis wurden die Olympischen Winterspiele 1998 in Nagano, wo Melnik 13. des Einzels wurde und mit Galina Kuklewa, Albina Achatowa und Olga Romasko hinter der deutschen Vertretung die Silbermedaille im Staffelwettbewerb gewann. 

## Biathlon-Weltcup-Platzierungen
Die Tabelle zeigt alle Platzierungen (je nach Austragungsjahr einschließlich Olympische Spiele und Weltmeisterschaften).
- 1.–3. Platz: Anzahl der Podiumsplatzierungen
- Top 10: Anzahl der Platzierungen unter den ersten zehn (einschließlich Podium)
- Punkteränge: Anzahl der Platzierungen innerhalb der Punkteränge (einschließlich Podium und Top 10)
- Starts: Anzahl gelaufener Rennen in der jeweiligen Disziplin

| Platzierung | Einzel | Sprint | Verfolgung | Massenstart | Team | Staffel | Gesamt |
| ----------- | ------ | ------ | ---------- | ----------- | ---- | ------- | ------ |
| 1. Platz    |        | 1      |            |             | 1    | 4       | 6      |
| 2. Platz    | 1      | 2      |            |             | 1    | 2       | 6      |
| 3. Platz    |        | 1      |            |             |      | 2       | 3      |
| Top 10      | 5      | 8      | 2          |             | 2    | 9       | 26     |
| Punkteränge | 13     | 13     | 3          | 1           | 2    | 9       | 41     |
| Starts      | 17     | 21     | 4          | 1           | 2    | 9       | 54     |